# Dasychira umbricolora
Dasychira umbricolora är en fjärilsart som beskrevs av George Francis Hampson 1910. Dasychira umbricolora ingår i släktet Dasychira och familjen tofsspinnare. Inga underarter finns listade i Catalogue of Life.